# 제5비행사단
제5비행사단(일본어: 第6飛行師団 다이고히코시단[*])은 일본 제국 육군 항공대의 항공사단이다. 단대호 7FD, 통칭호는 "高 9301".

## 역사
1940년 12월 2일, 제5비행집단으로 창설되었다. 태평양 전쟁 개전 직후, 제1차 필리핀 전역에 참전하여 필리핀을 점령하는 부대 중 하나가 되었고, 1942년에 버마 전역에 참전하고, 4월 5일에 제5비행사단으로 개명되었다.
1945년 5월, 버마에서 철수하여 캄보디아 프놈펜, 일부는 베트남의 사이공까지 옮겨가 거기서 종전을 맞이하였다.

## 지휘부

### 사단장
| # | 계급 | 성명            | 취임일          | 이임일          | 비고 |
| - | ---- | --------------- | --------------- | --------------- | ---- |
| 1 | 중장 | 오바타 히데요시 | 1940년 12월 2일 | 1942년 4월 15일 |      |

| # | 계급 | 성명            | 취임일           | 이임일           | 비고  |
| - | ---- | --------------- | ---------------- | ---------------- | ----- |
| 1 | 중장 | 오바타 히데요시 | 1942년 4월 15일  | 1943년 5월 1일   | [ 1 ] |
| 2 | 중장 | 다조에 노보루   | 1943년 5월 1일   | 1944년 12월 26일 | [ 2 ] |
| 3 | 중장 | 홋토레 다케시   | 1944년 12월 26일 | 종전             | [ 3 ] |

### 참모장
| # | 계급 | 성명            | 취임일          | 이임일          | 비고  |
| - | ---- | --------------- | --------------- | --------------- | ----- |
| 1 | 대좌 | 사토 쇼이치     | 1940년 12월 1일 | 1942년 3월 24일 | [ 4 ] |
| 2 | 소장 | 미요시 야스유키 | 1942년 3월 24일 | 4월 15일        | [ 5 ] |

| # | 계급 | 성명            | 취임일          | 이임일          | 비고  |
| - | ---- | --------------- | --------------- | --------------- | ----- |
| 1 | 대좌 | 미요시 야스유키 | 1942년 4월 15일 | 1943년 8월 2일  | [ 5 ] |
| 2 | 소장 | 스즈키 교       | 1943년 8월 2일  | 1945년 4월 28일 | [ 6 ] |
| 3 | 대좌 | 구와즈카 시로   | 1945년 4월 28일 | 종전            | [ 7 ] |

## 전투 서열, 종전당시
| 전투부대 - 제4비행단 - 비행 제64전대 (전투) - 비행 제81전대 (사령부 정찰) | 비행장부대 - 제1항공지구사령부 - 제7항공지구사령부 - 제15비행장대대 - 제17비행장대대 - 제19비행장대대 - 제23비행장대대 - 제34비행장대대 - 제52비행장대대 - 제75비행장대대 - 제78비행장대대 - 제81비행장대대 - 제82비행장대대 - 제85비행장대대 - 제90비행장대대 - 제92비행장대대 - 제94비행장대대 - 제7야전비행장설정대 - 제8야전비행장설정대 - 고사포 제20연대 - 야고 제36대대 (乙) | 통신부대 - 제2항공정보연대 군수(정비, 보급)부대 - 독립자동차 제35대대 |

## 장비
- 전투기
  - 97식 전투기
  - 1식 전투기
- 정찰기
  - 97식 사령부정찰기
  - 100식 사령부정찰기
- 폭격기
  - 96식 증폭격기
  - 97식 경폭격기
  - 99식 쌍발경폭격기

## 기록

### 계보
- 1940년 12월 2일, 第5飛行集団 →제5비행집단
- 1942년 4월 15일, 第5飛行師団 →제5비행사단

### 소속
- 제3항공군, (날짜미상)

### 참전
- 제2차 세계 대전 남서태평양 전구
  - 제1차 필리핀 전역
  - 버마 전역

## 참고 자료
- 秦郁彦 (2005). 《日本陸海軍総合事典》 (일본어) 2판. 東京大学出版会.
- 外山操 (1981). 《陸海軍将官人事総覧 陸軍篇》 (일본어). 芙蓉書房.
- 外山操 (1987).  森松俊夫, 편집. 《帝国陸軍編制総覧》 (일본어). 芙蓉書房.
- 木俣滋郎 (1987). 《陸軍航空隊全史》. 航空戦史シリーズ90 (일본어). 朝日ソノラマ.
- 《太平洋戦争師団戦史》. 別冊歴史読本 戦記シリーズNo.32 (일본어). 新人物往来社. 1996.
- 防衛研究所戦史室 (1976). 《陸軍航空の軍備と運用（3）大東亜戦争終戦まで》. 戦史叢書 (일본어). 朝雲新聞社. ASIN: B000J9J2WO.